# Mordellistena multicolorata
Mordellistena multicolorata es una especie de coleóptero de la familia Mordellidae.

## Distribución geográfica
Habita en Papúa Nueva Guinea.